# Google Earth
Google Earth är en virtuell jordglob utvecklad av Google. En version för Microsoft Windows släpptes till allmänheten 28 juni 2005 och 10 januari 2006 släppte Google en betaversion anpassad för Mac OS 10.4. 

## Bakgrund
År 1998 uppstod tekniken bakom Google Earth hos datorföretaget Silicon Graphics. Företaget visade en vy över jorden sett från rymden och zoomade därefter smidigt in på ett datorchip. De ingenjörer som stod bakom visningen grundade datorgrafikföretaget  Intrinsic Graphics. År 2000 avvecklades kartprogramvaruprojekt till ett nytt företag, Keyhole, som kom att finansieras av den amerikanska regeringens National Imagery and Mapping Agency genom Central Intelligence Agencys (CIA) riskkapitalfond In-Q-Tel. Keyholes programvara, EarthViewer, användes i stor utsträckning av den amerikanska militären och underrättelsetjänsten samt av CNN i luften under invasionen av Irak 2003. Året därpå förvärvades Keyhole av Google och 2005 döptes EarthViewer om till Google Earth.

## Användningsområde
Programmet är en grafisk 2D och 3D-applikation vars syfte är att visa jorden från ovan. Google har köpt in flygfotografier, satellitbilder och GIS-information över jorden och sammanfogat dessa som en mosaik till en virtuell jordglob. Man kan i programmet mata in en plats och sedan zoomar programmet in steglöst ner till städers gatunivå. Överallt på jorden kan man urskilja sjöar, städer och floder, och i de flesta bebodda trakter kan man se större trafikstråk, parker, torg och liknande. I de områden som är mer högupplösta kan man urskilja bland annat enskilda byggnader, gator, broar och bilar och vissa specialfall även människor. Tjänsten har mest data över USA men andra tätbefolkade områden är väl täckta. Det finns även möjlighet att lägga på olika "lager" som visar till exempel brottsstatistik i stadsdelar och var det finns sjukhus, biografer, vägar med tillhörande vägbeskrivningar mellan två punkter.
Google erbjuder även användarna att själva tillföra mervärde till Google Earth genom att låta dem peka ut intressanta koordinater och ge dem en beskrivning. Detta gör man på Google Earths inofficiella forum, Keyhole BBS. Alla forumanvändare kan länka en specifik plats i en forumdiskussion som sedan kan laddas ned och användas i programmet. Man har på forumet även gjort listor över olika platser, exempelvis amerikanska robotbaser och olika militärbaser.
Då satellitbilderna är tagna vid flera skilda tidpunkter upp till flera år sedan, så är inte helheten en ögonblicksbild av hur planeten såg ut vid en specifik tidpunkt. Många faktorer spelar in när en bild kan tas, bland andra satellitens position och vädersituationen över det observerade området.
NASA har också utvecklat en 3D-applikation, med samma grundfunktionalitet, kallad NASA World Wind.
Det finns även pro- och plusversioner av detta program med olika prisnivåer främst inriktade på företagsmarknaden. 
Från och med version 4.2 av Google Earth ingår även en planetarium-del, där man växlar vy så att man i stället ser planeterna i solsystemet, stjärnbilder, galaxer med mera. Från version 5 ingår också kartor och bilder från Mars och Månen, samt möjlighet att se historiska kartor och 3D-bilder över haven. Se vidare under Produktrundtur på den officiella hemsidan.

### Sverige
I Sverige använder exempelvis Riksantikvarieämbetet Google Earth i sitt program Fornsök, där användare kan söka bland fornlämningar på exempelvis Öland. En annan aktör som använder Google Earth i sitt arbete är Stockholms stadsarkiv som använder Google Earth för att "knyta information till kartan och visualisera arkivmaterial".

## Inbyggd flygsimulator
Senaste versionen av programmet innehåller en flygsimulator. Flygsimulatorn kan aktiveras i menyn Verktyg, eller med tangentbordskombinationen Ctrl-Alt-A för Windows och ⌘-Option-A för Mac OS.
Funktionen fanns redan inbyggd i version 4.2, men var inte offentliggjord och fanns inte i menyerna. Funktionen var därmed ett exempel på ett så kallat påskägg (Easter egg). Den uppdagades av en vetgirig användare. Information om alla kommandon man har att tillgå när man använder simulatorn efter aktivering finns på Google Earths officiella hemsida.